# (946) Poësia
(946) Poësia est un astéroïde de la ceinture principale découvert le 11 février 1921 par l'astronome allemand Max Wolf.
Sa désignation provisoire était 1921 JC.

## Nom
Le nom a été proposé par l'astronome russe Nikolaj Komendantov (1895–1937), en hommage à la déesse de la poésie, sans préciser s'il s'agit d'une muse.